# پائولا پیتاگورا
پائولا پیتاگورا (ایتالیایی: Paola Pitagora؛ زادهٔ ۲۴ اوت ۱۹۴۱) بازیگر اهل ایتالیا است.
از فیلم‌ها یا برنامه‌های تلویزیونی که وی در آن نقش داشته‌است، می‌توان به افسون،  باراباس، مسالینا و شلیک در میزان سه‌چهارم اشاره کرد.

## زندگینامه
پائولا در رم زاده شد، و در مرکز تجربی سینما و کلاس‌های بازیگری آلساندرو فرسن حضور یافت. در سال ۱۹۶۰ او در شبکه رأی به عنوان میزبان یک نمایش تلویزیونی ظاهر شد. در سال ۱۹۶۲ او کار تئاتری خود را شروع کرد و بعد از آن در چندین نمایشنامه بزرگ شرکت کرد. در سال ۱۹۶۵ او به محبوبیت بزرگی با بازی در نقش لوچا در مجموعه تلویزیونی نامزد به کارگردانی ساندرو بولکی به دست آورد؛ و در آخر در چندین مجموعه تلویزیونی بازی کرد و یک موفقیت برجسته دیگری در سال ۱۹۷۲ با مجموعه علمی تخیلی الف مثل آندرومئدا کسب کرد.

حرفه بازیگری او در سال ۱۹۵۹ شروع شد و او فرصت‌های زیادی برای نشان دادن استعداد خود در سینما داشت، جایی که او به خاطر نقش جولیا در فیلم مشت‌ها در جیب اثر مارکو بلوکیو در سال ۱۹۶۵ بهتر شناخته شد. در سال ۱۹۶۹ او برنده روبان نقره‌ای بهترین بازیگر به خاطر حضور در فیلم گونه وحشت لوئیجی کومنچینی به نام زن ناشناس شد.

پیتاگورا همچنین شاعر شعرهای کودکان است و شعر جاده ژاکت او برنده سکه طلایی در سال ۱۹۶۲ شد.